# Heinrich Karl Fricke
Heinrich Karl Fricke (Alemania, mayo de 1884-Cartagena, España, 21 de octubre de 1945), referido en ocasiones mediante la forma castellanizada Enrique Carlos Fricke,  fue un diplomático, empresario y espía alemán que desempeñó la función de cónsul de Alemania en Cartagena desde 1924 hasta poco antes de su fallecimiento.
Enrolado en las fuerzas armadas del Imperio alemán, fue sorprendido e internado en Cartagena como resultado de una frustrada misión de infiltración en el curso de la Primera Guerra Mundial. Afincado en la ciudad española en el período de entreguerras, su renombre empresarial y social le proveyó de una serie de conexiones que facilitaron su nombramiento como agente consular y que, posteriormente, emplearía para ejercer actividades de inteligencia militar en favor de la Alemania nazi durante la guerra civil española y la Segunda Guerra Mundial. En paralelo, favoreció la creación de una institución educativa –el Colegio Alemán de Cartagena– que sin embargo no perduró tras su defunción, sobrevenida en 1945 como secuela del pesar por la muerte de su único hijo en la conflagración europea.

## Biografía

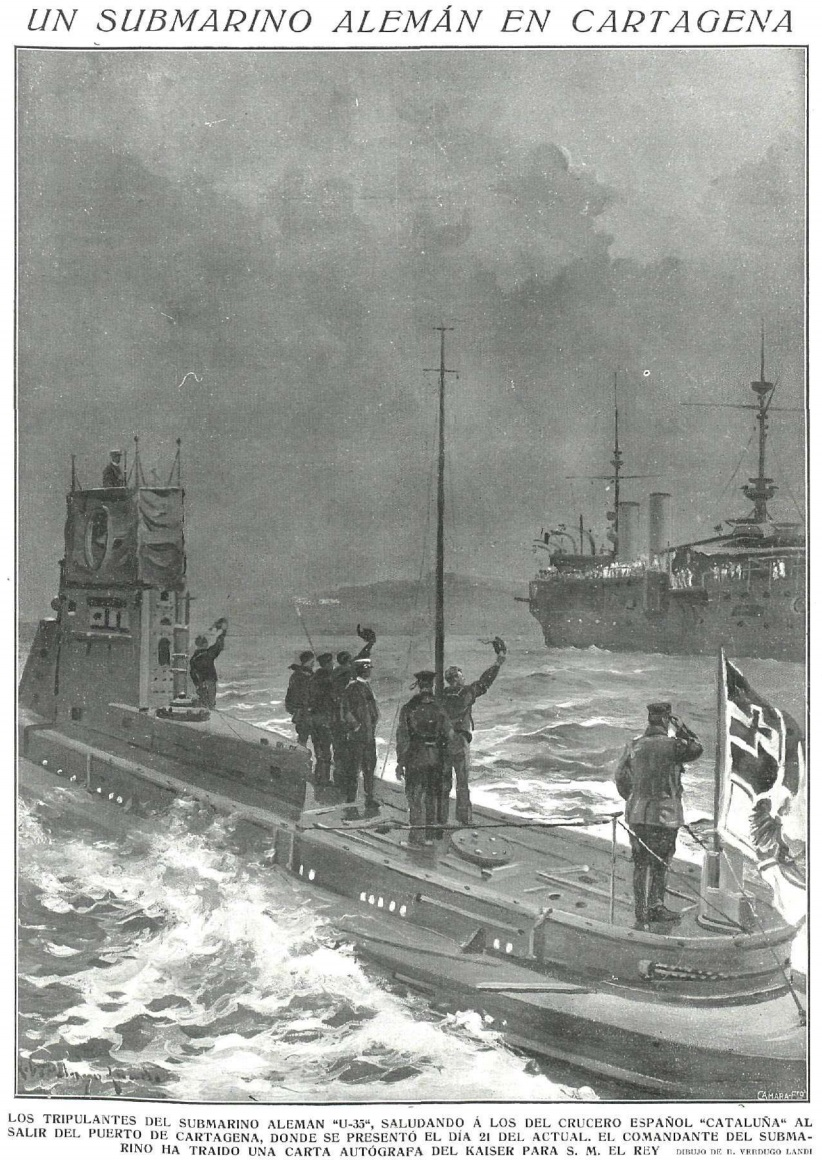
Los tripulantes del submarino alemán U-35 saludando a los del crucero español Cataluña al abandonar el puerto de Cartagena. La Esfera, 1 de julio de 1916.

### Primera Guerra Mundial
Pese a que se tiene conocimiento del nacimiento de Heinrich Karl Fricke en Alemania en mayo de 1884, son desconocidos mayores detalles acerca de sus primeros años. Durante la Primera Guerra Mundial servía en la Marina Imperial, con el rango de teniente, cuando le fue encomendada una misión confidencial por la que fue enviado a España, país que había declarado su neutralidad en el conflicto. De acuerdo a Franco Fernández (2005), seguía las órdenes del almirante Wilhelm Canaris cuando embarcó en el submarino SM U-35, que comandaba el capitán Lothar von Arnauld de la Perière y que se dirigía al puerto de Cartagena con la excusa de entregar una carta del káiser Guillermo II para el rey Alfonso XIII.
El 21 de junio de 1916, el sumergible germano atracaba en Cartagena mientras se consumaba el verdadero propósito de los visitantes, el desembarco de su espía Fricke en la cercana playa de La Algameca en posesión de una alta suma de dinero en pesetas y de documentación que lo identificaba como Henry Wood, ciudadano estadounidense. Sin embargo, Fricke fue detectado por unos carabineros e interceptado después de una breve persecución, a cuyo término intentó infructuosamente sobornar a los agentes de seguridad españoles, quienes lo condujeron al Arsenal de Cartagena. Las autoridades recurrieron al cónsul británico para interrogar al detenido, cuyo correcto dominio del inglés e interpretación como individuo simplón no disiparon totalmente las sospechas sobre su condición de espía, pero sí evitaron una acusación formal por parte del cónsul, de modo que este únicamente solicitó que el prisionero permaneciera bajo vigilancia en la base naval hasta el fin de la guerra.
Confinado dentro del perímetro del Arsenal, Karl Fricke tuvo pronto la oportunidad de hacer uso de su carácter adulador y su habilidad en los campos mercantil, militar y tecnológico para granjearse la confianza de los mandos bajos e intermedios de la guarnición, lo cual le permitió obtener contactos dentro de los ambientes del contrabando, hacerse conocedor de los puntos de la costa cartagenera empleados por los contrabandistas y establecer discretamente comunicación con el espionaje alemán. Bajo su subterfugio norteamericano atrajo al diputado Ramón de Navia-Osorio y Castropol y lo convenció para que mediase por su liberación, que fue concedida a condición de residir en Cartagena mientras persistieran las hostilidades en Europa. Este requisito fue aprovechado por los superiores de Fricke, que le encomendaron crear una red de colaboradores con la que abastecer a los buques de la Marina Imperial, en violación de la neutralidad española. Historiadores como Luis Miguel Pérez Adán han considerado a Fricke el máximo responsable desde 1917 de una trama que, además de facilitar el repostaje clandestino de las naves leales a las Potencias Centrales, auspiciaba acciones militares de sus submarinos a boca de puerto contra embarcaciones británicas, lo cual provocó cuantiosos hundimientos y protestas diplomáticas de esta nación.

### Postrimerías de la Restauración borbónica
La firma del Armisticio de Compiègne en 1918 otorgó a Fricke la posibilidad de despojarse de su identidad ficticia e integrarse plenamente en la vida social de Cartagena, donde se estableció oficialmente desde entonces. Emprendió un modesto negocio dedicado a la exportación e importación, cuyos inicios se basaron en la introducción comercial de aparatos de radio en España y de herramientas para los talleres del Arsenal, seguida más tarde de la venta mayorista de naranjas a Alemania y otras operaciones que incluyeron máscaras antigás o drogas. Explotando su éxito empresarial durante la década de 1920, penetró en los círculos de la burguesía cartagenera y se codeó con la intelectualidad del Ateneo, cuyo reconocimiento como filántropo cultural ganó al contribuir económicamente a sus actividades. Fue en esta época cuando trabó amistad con personalidades de perfiles e ideologías diversas, tales como el literato y militar monárquico Óscar Nevado de Bouza, los médicos republicanos Casimiro Bonmatí Azorín y Antonio Ros Sáez o su compatriota, el arqueólogo Adolf Schulten.
En aquel contexto Karl Fricke alcanzó una posición preeminente entre la comunidad alemana de la ciudad, de manera que en 1924 recibió el encargo de actuar como su representante diplomático bajo la designación de cónsul. Este nombramiento disparó aún más su popularidad e influencia, al punto de que varias empresas de relieve, como la Fábrica del Gas, requirieran sus servicios como dirigente. El colofón de su encumbramiento tuvo lugar a finales de la década, cuando contrajo matrimonio con María Luisa Oliva Gutiérrez, heredera de una familia acomodada procedente de Lorca. La pareja se asentó en la mansión que ella poseía en el número 33 de la calle Muralla del Mar, y su unión se materializó en el nacimiento de un único hijo, Carlos o Karl.

### Segunda República y ascenso de Hitler
La Gran Depresión, originada en 1929, tuvo importantes repercusiones económicas en España y, sobre todo, en Alemania. Así, el retraimiento del comercio exterior alemán afectó negativamente a la actividad del consulado ejercida por Fricke, que se redujo a mínimos en el período en que en España se producía la proclamación de la Segunda República. Pese a todo, y decidido a adherirse al impulso que proporcionó el nuevo régimen a la enseñanza laica, el diplomático fundó en 1931 el Colegio Alemán de Cartagena en el edificio propiedad de su mujer en la calle Muralla del Mar, y sufragó en 1932 la Universidad Popular de Carmen Conde y Antonio Oliver. El Colegio Alemán recibió desde sus inicios el patrocinio de la burguesía cartagenera, deseosa de que sus hijos adquiriesen la educación elitista que se impartiría en el centro y compartiesen aula con los vástagos de los expatriados alemanes.
En 1933, el ascenso al poder de los nazis en Alemania desencadenó una depuración y sustitución del cuerpo diplomático nacional, e inicialmente Karl Fricke se encontraba entre las potenciales víctimas del proceso. La presión de un numeroso grupo de empresarios alemanes evitó su purga, y la confirmación en el cargo de cónsul motivó a Fricke a ofrecer su fidelidad al gobierno de Adolf Hitler, mediante la adaptación de los programas del Colegio Alemán de Cartagena al ideario nacionalsocialista y la remisión a sus superiores de informes confidenciales de carácter político y militar, al tiempo que proseguía su enriquecimiento gracias al contrabando de productos germanos en connivencia con algunas autoridades militares españolas.
La marcha de la República Española suscitaba asimismo la desafección entre clientes habituales de Fricke como el almirante Juan Cervera Valderrama, a la sazón jefe del Departamento Marítimo de Cartagena, quien recurría al alemán para todo tipo de asuntos reservados, especialmente compras de material bélico. La agitación política continuó en aumento, así como el prestigio del cónsul, que fue condecorado en febrero de 1936 con la distinción de primera clase de la Orden de la Beneficencia, en un acto multitudinario en Cartagena mediante el cual el cónsul general de Alemania en Barcelona Otto Köcher le hizo asimismo entrega de una placa de plata. El resultado de las elecciones generales de ese mismo mes, en las que el Frente Popular se hizo con el triunfo, supuso el malogro de algunos negocios de Fricke, protagonista de rumores que empezaron a circular por la ciudad en los que se afirmaba que retenía en su consulado a alemanes arrestados por la Gestapo en territorio español para enviarlos a campos de concentración o ejecutarlos.

### Guerra civil y Segunda Guerra Mundial
El estallido de la guerra civil española en 1936 y el reconocimiento del gobierno sublevado de Burgos por parte de la Alemania nazi conllevó el abandono de la zona republicana por el cuerpo diplomático germano, con excepción de Karl Fricke, quien escogió permanecer en Cartagena aún a pesar de renunciar a su puesto de cónsul, a la expectativa de seguir lucrándose con el contrabando, practicar de nuevo el espionaje militar y dar su apoyo a la quinta columna local. Las instalaciones del Colegio Alemán fueron incautadas en noviembre, y ese no fue el último revés, pues a comienzos de 1937 el gobernador militar de Murcia descubrió al excónsul y lo expulsó de España junto a su esposa. Pese a que en el registro de su domicilio fueron confiscadas veinte cajas y maletas –posteriormente desaparecidas–, Fricke había tenido tiempo de expedir un informe sobre los movimientos y planes de la Marina de Guerra y flota mercante republicana, que sirvió para exponer posibles presas para la Kriegsmarine y emplazar Cartagena y su base naval como objetivos para los bombardeos aéreos. Una de las acciones más relevantes derivada de este dosier fue el hundimiento del submarino republicano C-3 por los alemanes en diciembre de 1936, cobrándose 44 víctimas entre una tripulación procedente de Cartagena en su mayoría.
Respecto al matrimonio Fricke-Oliva, se desconoce dónde estuvieron entre 1937 y 1939, pero en cuanto sobrevino la victoria sublevada regresaron a Cartagena, donde les sorprendió meses después el arranque de la Segunda Guerra Mundial. El primer hecho notable del cónsul retornado fue gestionar la salida de España de la esposa y cuñadas de su amigo ahora exiliado Antonio Ros, así como la excarcelación de su tío, seguida del envío a la Francia ocupada de varios millones de fardos de trigo que la República había adquirido a Argentina y que habían arribado demasiado tarde a la ciudad portuaria. En paralelo, organizó intercambios de moneda republicana, que estaba prohibido canjear en la España franquista pero que algunos países seguían reconociendo, razón que, sumada a su incontestable competencia en el tráfico irregular de bienes, induce a Franco Fernández a asignarle el epíteto de «rey del estraperlo local».
Fricke pudo retomar su promoción de la educación desde 1939, con la reapertura del Colegio Alemán de nuevo con él en la presidencia de su patronato y con la fundación a instancias del mismo de la llamada Academia Alemana de Múnich, una sección del Colegio Hispania que, en horario de tarde-noche, se ocupaba de la enseñanza del idioma alemán. En lo concerniente a la Segunda Guerra Mundial, Fricke comprometió la neutralidad española tal y como hizo en la Primera, al conseguir que los sumergibles germanos pudieran repostar en La Algameca, sin que ello fuera óbice para que recibiese de las autoridades españolas el galardón de la Orden Imperial del Yugo y las Flechas, y en febrero de 1942 dispuso el entierro en una parcela de su propiedad en el cementerio de Los Remedios de tres aviadores de la Luftwaffe fallecidos al precipitarse su aparato cerca de La Manga del Mar Menor.
No obstante, el éxito de sus intrigas se vio oscurecido por la muerte de su retoño Karl al servicio de la Wehrmacht en 1944, una pérdida que ocasionó un severo trastorno mental a su esposa y, según las fuentes consultadas por Franco Fernández, empujó a Fricke padre al suicidio. Los restos de este recibieron sepelio en Los Remedios, en una tumba engalanada con una simbología nazi que fue retirada en la década de 1950, mientras el Colegio Alemán, por su parte, detenía su funcionamiento en algún momento entre finales de 1944 y mediados de 1945, en coincidencia con la derrota de Alemania en el conflicto global, de forma que su base social terminó absorbida por el Colegio Hispania.